# 有島モユ
有島 モユ（ありしま もゆ、1977年4月22日 - ）は、日本の女性声優。青二プロダクション所属。本名および旧芸名は有島 もゆ（読みは同じ）。

## 人物
大富豪になりたく、そのためにアメリカに行って同国の学校と提携する専門学校へ、という流れがきっかけで声優になった。
青二塾東京校18期生。
音域はF3 - F5。方言は福島弁。
資格・免許は少年指導員、日本舞踊。趣味は岩盤浴、DVD鑑賞、歌唱。特技は日本舞踊。

## 出演
太字はメインキャラクター。

### テレビアニメ
2000年
- それいけ!アンパンマン（子供、ちくわん、くーちゃん）
- ちびまる子ちゃん（みいちゃん）
- アルジェントソーマ（アイ、乗組員）
- ヴァンドレッド（2000年 - 2001年、ブリッジクルーD、ミスティ・コーンウェル） - 2シリーズ
- ファーブル先生は名探偵（編集者）

2001年
- GEAR戦士電童（時高夏美）
- 花右京メイド隊（2001年 - 2004年、鈴木イクヨ） - 2シリーズ
- RUN=DIM（麻生かんな）
- RAVE（レミ・マルチーズ）

2003年
- AVENGER（侍従ドール）

2004年
- ゆめりあ（モネ）

2005年
- 雪の女王（ローシー、子ども）

2006年
- つよきす Cool×Sweet（浅田静香）
- らぶドル Lovely Idol（北条美奈）

2007年
- DEATH NOTE（相沢由美）

### 劇場アニメ
- それいけ!アンパンマン ルビーの願い（2003年、トパー）
- CLANNAD（2007年、場内アナウンス）

### OVA
- ヴァンドレッド 胎動篇 / 激闘篇（2001年 - 2002年、ブリッジクルーD、ミスティ・コーンウェル） - 2部作
- 花右京メイド隊（TV未放送分）（2001年、鈴木イクヨ、うさぎ）
- 戦闘妖精少女 たすけて! メイヴちゃん（2005年、バンシーB）

### Webアニメ
- サイキックアカデミー煌羅万象（2002年、ファーファ・ダムディ）

### ゲーム
1999年
- パチンコセクシーリアクション2（みなみ）
- FAVORITE DEAR（アーシェ・ブレイダリク）
- ファーランドオデッセイ 伝説を継ぐ者（エリン）
- メルティランサー The 3rd Planet（アルパトス・カラバ・ブランシェ）

2000年
- センチメンタルグラフティ2（安達妙子）

2001年
- Evergreen Avenue（アイラ）
- ドキドキプリティリーグ Lovely Star（冴津理音）

2002年
- Only you リベルクルス ドラマCD付（仁藤美咲）
- ギガンティック ドライブ（三咲奈々穂）
- サーヴィランス 監視者（リノ・ライアン）
- テイルズ オブ ザ ワールド なりきりダンジョン2（キャロ・オランジェ）
- フーリガン〜君のなかの勇気〜（ISAO）
- Milky Season（千浦真林）
- リーヴェルファンタジア〜マリエルと妖精物語〜（マリエル）
- GROOVE ADVENTURE RAVE 未完の秘石（レミ・シャープナー）

2003年
- Iris 〜イリス〜（耒田祐衣）
- ゆめりあ（モネ）
- ラブ★スマッシュ!5 〜テニスロボの反乱〜（マリー・ホワイトヘッド）

2004年
- ぐるみん（ピノ）

2005年
- GENJI（三郎太）
- テイルズ オブ ザ ワールド なりきりダンジョン3（キャロ・オランジェ）
- らぶドル 〜Lovely Idol〜（北条美奈）

2006年
- きみスタ きみとスタディ（相原加奈子）
- ルーンファクトリー -新牧場物語-（ビアンカ）

2008年
- ポイズンピンク（アリエル）
- ルーンファクトリー フロンティア（ビアンカ）

2010年
- 英雄伝説 零の軌跡 / Evolution（2010年 - 2012年、フラン・シーカー） - 2作品

2011年
- 英雄伝説 碧の軌跡 / Evolution（2011年 - 2014年、フラン・シーカー） - 2作品

2012年
- 新・剣と魔法と学園モノ。刻の学園（ドロワ）

2020年
- 英雄伝説 創の軌跡（フラン・シーカー）
- ゴエティアクロス（アスモデウス）

### ドラマCD
- dancing blade かってに桃天使! 〜外伝〜 第二章（1999年、しずか）
- ONE～輝く季節へ～
  - 里村茜ストーリー 『たいせつなばしょ』（1999年、妹）
  - 川名みさきストーリー 『開かれた扉』（2000年、女生徒A）
- WILD ARMS 2nd IGNITION ORIGINAL DRAMA（2002年、リルカ・エレニアック）

### 吹き替え
- タイニー・トゥーンズ（ジェネビーブ）

### ボイスオーバー
- 世界まる見え!テレビ特捜部

### ラジオドラマ
- 青山二丁目劇場
  - ヘンゼルとグレーテル（グレーテル）
  - 籐子の恋
  - 彼女と彼の場合（橋本菜美）
  - 死ぬほどうまい話（宮村沙織）
  - 三十年後の俺（森あすみ）

### ラジオ
- 太紀ともゆのここは大江戸神楽坂（1999年 - 2000年、ラジオ関西）
- ESアワー ラジヲのおじかん（2000年 - 2003年、東海ラジオ）
- ゆめりあ夢気分R-side（2003年 - 2004年、文化放送→BSQR489）
- 便せんとメール（JFN）

### 舞台
- 劇団岸野組「万お仕事承ります お仕事の参〜若さのヒケツお捜しします〜」（2013年5月18日 - 23日、俳優座劇場）

### その他コンテンツ
- ウッチャンナンチャンの炎のチャレンジャー これができたら100万円!!（1998年3月24日 - 2000年3月28日、テレビ朝日系列） - ヒャックマンの妹
- モバHO!ハッピーアワー「アキバでHAPPY!」（ - 2007年6月30日、あっ!とおどろく放送局）
- ファミ通ギャオス（GyaO内番組） - アシスタント
- のぎ天（2014年7月11日 - 2015年7月10日、Rakuten TV） - ナレーション
- 声優チャット
- NGT48のにいがったフレンド!（2014年7月11日 - 2019年3月26日、テレビ新潟） - ナレーション
- 実写ゲーム『THE 呪いのゲーム』（2005年、佐緒里の同僚1） - 顔出しで特別出演
- WoW! Ho! TV → 小峠英二のなんて美だ!（2020年7月8日 - 、TOKYO MX） - ナレーション

## ディスコグラフィ

### キャラクターソング
| 発売日   | 商品名                                                                      | 歌                                           | 楽曲                             | 備考                                                              |
| 2001年   | 2001年                                                                      | 2001年                                       | 2001年                           | 2001年                                                            |
| -------- | --------------------------------------------------------------------------- | -------------------------------------------- | -------------------------------- | ----------------------------------------------------------------- |
| 4月25日  | 花右京メイド隊の歌                                                          | 花右京メイド隊                               | 「花右京メイド隊の歌」           | テレビアニメ『花右京メイド隊』オープニングテーマ                  |
| 2002年   |                                                                             |                                              |                                  |                                                                   |
| 7月10日  | Milky Season Pair Collection Vol.5 千浦真林＆星波ちはや                     | 千浦真林（有島モユ）、星波ちはや（西口有香） | 「Jelly Fish」                   | ゲーム『Milky Season』関連曲                                      |
| 2004年   |                                                                             |                                              |                                  |                                                                   |
| 7月22日  | シアワセ革命                                                                | Lovely Idol                                  | 「シアワセ革命」                 | ゲーム『らぶドル 〜Lovely Idol〜』オープニングテーマ              |
| 7月22日  | シアワセ革命                                                                | Lovely Idol                                  | 「ココロの矢印は上向き」         | ゲーム『らぶドル 〜Lovely Idol〜』エンディングテーマ              |
| 10月20日 | ゆめりあ ボーカル・コレクション                                             | モネ（有島モユ）                             | 「もしもね、もしも」 「Endless」 | テレビアニメ『ゆめりあ』関連曲                                    |
| 12月15日 | 花右京メイド隊 サウンドトラック with 花右京メイド隊 II                      | 花右京メイド隊                               | 「懺悔のじかん」                 | OVA『DVDシングルアニメーション 花右京メイド隊』エンディングテーマ |
| 2005年   |                                                                             |                                              |                                  |                                                                   |
| 5月25日  | 『らぶドル 〜Lovely Idol〜』ヴォーカル&サウンドトラック らぶドルShow 第一幕 | 北条美奈（有島モユ）、北条知奈（河合久美）   | 「メイドMade♥」                  | ゲーム『らぶドル 〜Lovely Idol〜』ショコラエンド曲                |
| 5月25日  | 『らぶドル 〜Lovely Idol〜』ヴォーカル&サウンドトラック らぶドルShow 第一幕 | 北条美奈（有島モユ）、藤田真琴（新谷良子）   | 「2人がいいよ」                  | ゲーム『らぶドル 〜Lovely Idol〜』Cotton Candyエンド曲            |

### その他参加作品
| 発売日   | 商品名                                 | 歌                                                                         | 楽曲                           | 備考                                                                     |
| 2001年   | 2001年                                 | 2001年                                                                     | 2001年                         | 2001年                                                                   |
| -------- | -------------------------------------- | -------------------------------------------------------------------------- | ------------------------------ | ------------------------------------------------------------------------ |
| 3月7日   | VINTAGE                                | 有島モユ                                                                   | 「MOTHER」                     | ラジオ『ESアワー ラジヲのおじかん』関連曲                                |
| 3月7日   | VINTAGE                                | ARTISTS UNITED ES HOUR                                                     | 「Let's sing a song」          | ラジオ『ESアワー ラジヲのおじかん』関連曲                                |
| 9月29日  | まみむめ★もがちょ ORIGINAL SOUND TRACK | 豊嶋真千子、有島モユ、水樹奈々                                             | 「シアワセ大将」               | テレビアニメ『まみむめ★もがちょ』エンディングテーマ                      |
| 10月30日 | Believe 〜気づけばそこに〜             | 金月真美、野田順子、豊嶋真千子、有島モユ、牧島有希、水樹奈々、バカボン鬼塚 | 「Believe 〜気づけばそこに〜」 | ゲーム『リーヴェルファンタジア〜マリエルと妖精物語〜』オープニングテーマ |
| 10月30日 | Believe 〜気づけばそこに〜             | 金月真美、野田順子、豊嶋真千子、有島モユ、牧島有希、水樹奈々、バカボン鬼塚 | 「Smile Smile」                | ゲーム『リーヴェルファンタジア〜マリエルと妖精物語〜』イメージソング     |
| 2003年   |                                        |                                                                            |                                |                                                                          |
| 4月23日  | ゆめりあ                               | 有島モユ                                                                   | 「君がそばにいるから」         | ゲーム『ゆめりあ』オープニングテーマ                                     |
| 4月23日  | ゆめりあ                               | 有島モユ                                                                   | 「永い夢」                     | ゲーム『ゆめりあ』エンディングテーマ                                     |
| 12月17日 | 24時間あいしてる                       | 有島モユ、仲西環                                                           | 「24時間あいしてる」           | テレビアニメ『ゆめりあ』オープニングテーマ                               |
| 2008年   |                                        |                                                                            |                                |                                                                          |
| 9月24日  | さがしもの/秘密の森                    | ぱすてるどろっぷ                                                           | 「さがしもの」 「秘密の森」    |                                                                          |
| 11月19日 | TVこどものうた 女の子向き              | 有島モユ、山口繭、池辺久美子                                               | 「アナタボシ」                 |                                                                          |
| 2012年   |                                        |                                                                            |                                |                                                                          |
| 4月30日  | エール                                 | 有島モユ、佐藤朱                                                           | 「エール」                     |                                                                          |

### シリーズ一覧
1. ↑  第1期（2000年）、第2期『the second stage』（2001年）
2. ↑  第1期（2001年）、第2期『La Verite』（2004年）

### ユニットメンバー
1. 1 2  マリエル（田中理恵）、グレース（金田朋子）、イクヨ（有島モユ）、コノヱ（平松晶子）
2. ↑  日渡あや（川澄綾子）、有栖川唯（野川さくら）、進藤あゆみ（仁後真耶子）、片桐沙有紀（浅川悠）、北条美奈（有島モユ）、北条知奈（河合久美）、結城瞳子（桑谷夏子）、成瀬雪見（望月久代）、藤田真琴（新谷良子）、長澤玲（かかずゆみ）、浅見ひびき（小林晃子）、大路しずく（釘宮理恵）
3. ↑  金月真美、野田順子、豊嶋真千子、有島モユ、牧島有希、水樹奈々、バカボン鬼塚
4. ↑  有島モユ、佐藤朱、西川真美、池辺久美子、藤澤泰葉